# Seznam medailistek na mistrovství světa v biatlonu – závod s hromadným startem žen
Seznam medailistek na mistrovství světa v biatlonu ze závodu s hromadným startem žen představuje chronologický přehled stupňů vítězů v závodech s hromadným startem žen na 12,5 km.
Na program světového šampionátu byl poprvé zařazen v roce 1999.

| Rok  | Dějiště              | Zlato                         | Stříbro                       | Bronz                   |
| ---- | -------------------- | ----------------------------- | ----------------------------- | ----------------------- |
| 1999 | Oslo                 | Olena Zubrilovová             | Olena Petrovová               | Magdalena Forsbergová   |
| 2000 | Oslo                 | Liv Grete Skjelbreidová       | Galina Kuklevová              | Corinne Niogret         |
| 2001 | Pokljuka             | Magdalena Forsbergová         | Martina Glagow                | Liv Grete Skjelbreidová |
| 2002 | Oslo                 | Olena Zubrilovová             | Olga Pylovová                 | Olga Nazarovová         |
| 2003 | Chanty-Mansijsk      | Albina Achatovová             | Světlana Išmuratovová         | Sandrine Bailly         |
| 2004 | Oberhof              | Liv Grete Skjelbreidová       | Katrin Apel                   | Sandrine Bailly         |
| 2005 | Hochfilzen           | Gro M. Istad-Kristiansenová   | Anna Carin Zideková           | Olga Pylovová           |
| 2007 | Anterselva           | Andrea Henkelová              | Martina Glagowová             | Kati Wilhelmová         |
| 2008 | Östersund            | Magdalena Neunerová           | Tora Bergerová                | Jekatěrina Jurjevová    |
| 2009 | Pchjongčchang        | Olga Zajcevová                | Anastasia Kuzminová           | Helena Jonssonová       |
| 2011 | Chanty-Mansijsk      | Magdalena Neunerová           | Darja Domračevová             | Tora Bergerová          |
| 2012 | Ruhpolding           | Tora Bergerová                | Marie-Laure Brunetová         | Kaisa Mäkäräinenová     |
| 2013 | Nové Město na Moravě | Darja Domračevová             | Tora Bergerová                | Monika Hojniszová       |
| 2015 | Kontiolahti          | Valentyna Semerenková         | Franziska Preussová           | Karin Oberhoferová      |
| 2016 | Oslo                 | Marie Dorinová Habertová      | Laura Dahlmeierová            | Kaisa Mäkäräinenová     |
| 2017 | Hochfilzen           | Laura Dahlmeierová            | Susan Dunkleeová              | Kaisa Mäkäräinenová     |
| 2019 | Östersund            | Dorothea Wiererová            | Jekatěrina Jurlovová          | Denise Herrmannová      |
| 2020 | Anterselva           | Marte Røiselandová            | Dorothea Wiererová            | Hanna Öbergová          |
| 2021 | Pokljuka             | Lisa Hauserová                | Ingrid Landmark Tandrevoldová | Tiril Eckhoffová        |
| 2023 | Oberhof              | Hanna Öbergová                | Ingrid Landmark Tandrevoldová | Julia Simonová          |
| 2024 | Nové Město na Moravě | Justine Braisazová-Bouchetová | Lisa Vittozziová              | Lou Jeanmonnotová       |
| 2025 | Lenzerheide          | Elvira Öbergová               | Océane Michelonová            | Maren Kirkeeideová      |
| 2027 | Otepää               |                               |                               |                         |